# Jonathan González (calciatore 1999)
Jonathan Alexander González Mendoza, meglio noto come Jonathan González (Santa Rosa, 13 aprile 1999), è un calciatore statunitense naturalizzato messicano, centrocampista del Juárez.

## Caratteristiche tecniche
Centrocampista molto tecnico e con un'ottima visione di gioco, può essere impiegato sia in posizione centrale che da trequartista, oltre che da esterno. È abile anche in fase difensiva e nell'impostazione del gioco.

## Carriera

### Club
Cresciuto nel settore giovanile del Monterrey, ha esordito in prima squadra il 22 luglio 2017, nella partita di campionato pareggiata 0-0 contro il Monarcas Morelia.

### Nazionale
In possesso della cittadinanza messicana grazie alle origini del padre, che si trasferì negli Stati Uniti all'età di 18 anni, dopo aver giocato con le nazionali giovanili statunitensi, nel 2018 ha deciso di rappresentare la nazionale messicana. Ha debuttato con el Tricolor il 31 gennaio, in occasione dell'amichevole vinta per 1-0 contro la Bosnia, sostituendo al 57º minuto Elías Hernández.

## Statistiche

### Presenze e reti nei club
Statistiche aggiornate al 6 marzo 2018.
| Stagione        | Squadra         | Campionato      | Campionato | Campionato | Coppe nazionali | Coppe nazionali | Coppe nazionali | Coppe continentali | Coppe continentali | Coppe continentali | Altre coppe | Altre coppe | Altre coppe | Totale | Totale |
| Stagione        | Squadra         | Comp            | Pres       | Reti       | Comp            | Pres            | Reti            | Comp               | Pres               | Reti               | Comp        | Pres        | Reti        | Pres   | Reti   |
| --------------- | --------------- | --------------- | ---------- | ---------- | --------------- | --------------- | --------------- | ------------------ | ------------------ | ------------------ | ----------- | ----------- | ----------- | ------ | ------ |
| 2017-2018       | Monterrey       | LM              | 24+6       | 0          | CM              | 7               | 0               | -                  | -                  | -                  | -           | -           | -           | 37     | 0      |
| Totale carriera | Totale carriera | Totale carriera | 30         | 0          |                 | 7               | 0               |                    | -                  | -                  |             | -           | -           | 37     | 0      |

### Cronologia presenze e reti in nazionale
| Cronologia completa delle presenze e delle reti in nazionale ― Messico | Cronologia completa delle presenze e delle reti in nazionale ― Messico | Cronologia completa delle presenze e delle reti in nazionale ― Messico | Cronologia completa delle presenze e delle reti in nazionale ― Messico | Cronologia completa delle presenze e delle reti in nazionale ― Messico | Cronologia completa delle presenze e delle reti in nazionale ― Messico | Cronologia completa delle presenze e delle reti in nazionale ― Messico | Cronologia completa delle presenze e delle reti in nazionale ― Messico |
| Data                                                                   | Città                                                                  | In casa                                                                | Risultato                                                              | Ospiti                                                                 | Competizione                                                           | Reti                                                                   | Note                                                                   |
| ---------------------------------------------------------------------- | ---------------------------------------------------------------------- | ---------------------------------------------------------------------- | ---------------------------------------------------------------------- | ---------------------------------------------------------------------- | ---------------------------------------------------------------------- | ---------------------------------------------------------------------- | ---------------------------------------------------------------------- |
| 31-1-2018                                                              | San Antonio                                                            | Messico                                                                | 1 – 0                                                                  | Bosnia ed Erzegovina                                                   | Amichevole                                                             | -                                                                      | 57’                                                                    |
| 7-9-2018                                                               | Los Angeles                                                            | Messico                                                                | 1 – 4                                                                  | Uruguay                                                                | Amichevole                                                             | -                                                                      | 46’                                                                    |
| 3-10-2019                                                              | Toluca                                                                 | Messico                                                                | 2 – 0                                                                  | Trinidad e Tobago                                                      | Amichevole                                                             | -                                                                      | 63’                                                                    |
| Totale                                                                 |                                                                        | Presenze                                                               | 3                                                                      |                                                                        | Reti                                                                   | 0                                                                      |                                                                        |

## Palmarès

### Club

#### Competizioni nazionali
- Campionato messicano: 1

Monterrey: Apertura 2019

#### Competizioni internazionali
- CONCACAF Champions League: 2

Monterrey: 2019, 2021